# Mark Loram

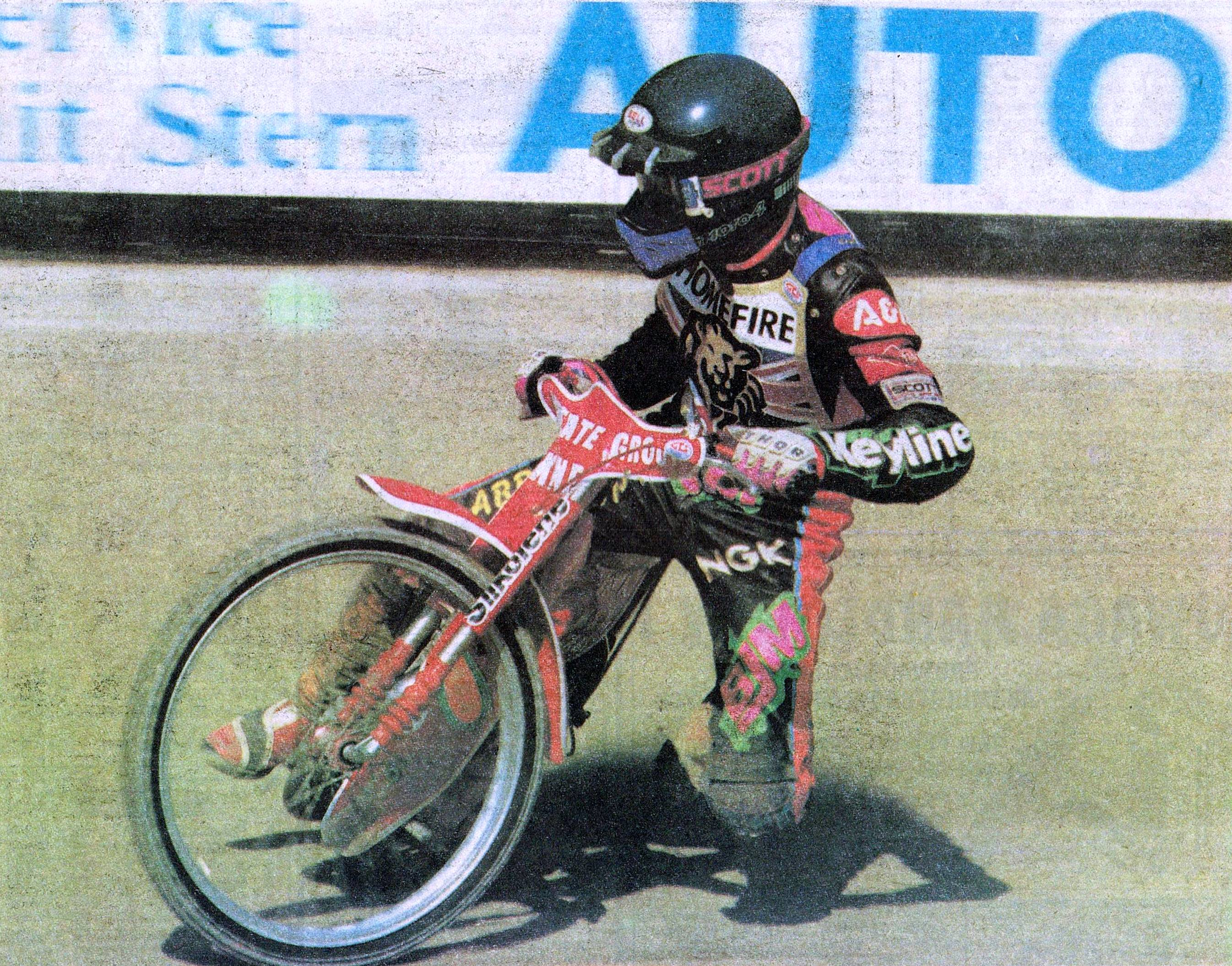
Mark Loram 1992

Mark Roysten Gregory Loram (* 10. Januar 1971 in Mtarfa, Malta) ist ein britischer Speedwayfahrer. Er wurde im Jahr 2000 als bisher letzter Brite Speedway-Weltmeister, und das obwohl er in der Saison keinen einzigen Grand-Prix gewann, dafür aber bei jedem Grand-Prix immer mindestens das Halbfinale erreichte.
Zurzeit fährt er in der zweiten polnischen Liga für KM Ostrów Wielkopolski.

## Erfolge

### Einzel
- Weltmeister: 2000
- Silbermedaille bei den Junioren-Weltmeisterschaften 1992
- 2 Grand-Prix-Siege
- britischer Meister: 1997, 1999, 2001

### Team
- britischer Meister: 1997
- polnischer Meister: 2002

| Personendaten    | Personendaten                                    |
| ---------------- | ------------------------------------------------ |
| NAME             | Loram, Mark                                      |
| ALTERNATIVNAMEN  | Loram, Mark Roysten Gregory (vollständiger Name) |
| KURZBESCHREIBUNG | britischer Speedwayfahrer                        |
| GEBURTSDATUM     | 10. Januar 1971                                  |
| GEBURTSORT       | Mtarfa                                           |